# Industria minera en Camboya
En 2006, los recursos minerales de Camboya permanecieron, en gran medida, inexplorados. Sin embargo, entre 2003 y 2006, los inversionistas extranjeros de Australia, China, Corea del Sur, Tailandia y Estados Unidos comenzaron a expresar su interés en el potencial de Camboya para el petróleo y el gas en alta mar, así como minerales metálicos terrestres como la bauxita, cobre, oro, mineral de hierro, y minerales industriales como piedras preciosas y piedra caliza.
Los recursos minerales identificados en Camboya fueron bauxita, rocas de carbonato, gas natural, piedras preciosas, oro, manganeso, petróleo, roca de fosfato, sal, sílice y circón. Con la excepción de las rocas de carbonato y las piedras preciosas, los recursos minerales del país estaban en gran parte sin explotar. Para atraer a las compañías mineras nacionales y extranjeras a invertir en el sector minero, la Ley de Administración de Minerales y Minería de Camboya fue promulgada por el gobierno el 13 de julio de 2001.

## Marco legal
El Ministerio de Industria, Minas y Energía (MIME) es la principal agencia gubernamental que implementa la ley y política de minerales del país. El Departamento de Geología y Minas y el Departamento de Energía de MIME son responsables de desarrollar los recursos minerales del país, brindar asistencia minera al sector privado y administrar los reglamentos e inspecciones relacionados con la minería. El Consejo de Desarrollo de Camboya (CDC) es la agencia gubernamental que otorga licencias de exploración a los inversionistas. Si la exploración es exitosa, se requiere que los inversionistas presenten un plan maestro de proyecto al CDC antes de que se le otorgue una licencia de minería. El monto de la inversión aprobada para proyectos mineros por los CDC ascendió a $ 181 millones en 2005.

## Minerales en la economía nacional
El sector minero y de canteras contribuyó solo con el 0,39% del producto interno bruto de Camboya en 2005. El sector empleó a aproximadamente 19,000 personas y representó solo el 0.2% del empleo total del país en 2005.

## Producción
Según las estadísticas oficiales del Departamento de Geología y Minas, las actividades mineras durante los últimos 2 años involucraron la producción de bloques de laterita (suelo rojo), piedra caliza para la fabricación de cemento, arena y grava, y piedra bruta para material de construcción. Otros minerales, como piedras preciosas y oro, se extrajeron en la provincia central de Kampong Cham y en las provincias del noreste de Mondol Kiri y Ratanakiri. Los datos de producción de piedras preciosas, oro y piedra caliza, sin embargo, no estaban disponibles.

## Estructura industrial
La industria mineral de Camboya se encuentra todavía en su etapa inicial, y la mayoría de las empresas mineras son canteras a pequeña escala que producen materiales de construcción como piedra caliza, arena y grava, y otros agregados de construcción. Los datos de capacidad de producción no están disponibles para cada uno de estos pequeños mineros. Entre 1994 y 2006, el MIME otorgó un total de 19 licencias de exploración de minerales a empresas locales y extranjeras, de las cuales 11 proyectos fueron para explorar minerales metálicos; 3, para mineral de hierro; 2, para el oro; 2, para bauxita; y 1, para carbón. Entre 2005 y 2006, el MIME había otorgado licencias de minería a 11 empresas; cinco de las licencias fueron para proyectos de gemas (zircón), cinco para proyectos de piedra caliza y uno para proyectos de granito.
A partir de 2012, el MIME informó que un total de 91 empresas nacionales y extranjeras tenían licencias de exploración y minería en Camboya.  Un total de 139 proyectos de exploración fueron autorizados bajo las licencias otorgadas, de los cuales 13 habían sido autorizados para llevar a cabo proyectos mineros A principios de 2013, la firma de ingeniería china Sinomach China Perfect Machinery Industry Corp y Cambodian Petrochemical Company anunciaron que construirían un proyecto conjunto de $ 2,3 mil millones en refinería de petróleo en Sihanoukville, que sería la primera refinería de petróleo en el país.

## Productos básicos

### Oro
En febrero de 2006, el 100% de Liberty Mining International PTY.  Ltd., que tenía una participación del 100% en dos proyectos de oro en las áreas Ban Lung y Ou Ya Dav / Andoung Meas en la provincia de Ratanakiri, fue adquirida por Great Australian Resources Ltd.  (GAR).  Durante 2006, se informó que GAR realizó y completó un estudio aeromagnético de las dos áreas del proyecto y llevó a cabo un extenso programa de muestreo geoquímico del suelo en el área de Ban Lung y un programa de perforación de diamantes en el área de Ou Ya Dav.

### Cemento
A fines de 2005, el gobierno aprobó un proyecto de $ 80 millones para construir una planta de cemento en la  provincia de Kompot, propuesta por Siam Cement Group de Tailandia.  En enero de 2006, Thai Siam Cement Industry inició la construcción de la planta de cemento de 800.000 toneladas métricas por año en Touk Meas, provincia de Kompot. La planta cementera, que se ubicó a 130 km al sur de Phnom Penh, estaba programada para comenzar la producción durante el segundo trimestre de 2007.  Kampot Cement Co. Ltd. y Tahi Boon Roon Cement Co. Ltd., con licencia para extraer canteras de piedra caliza en las áreas de Tatung y Phnom Laag, suministrarán de calizas a la planta de cemento.

### Gas natural y petróleo
Para comprender mejor y expandir los recursos petroleros en el Bloque A, que se encuentra a unos 130 km de la costa oeste de Camboya, Chevron Overseas Petroleum (Cambodia) Ltd.  (COPCL) (una empresa afiliada de Chevron Corporation de Estados Unidos) y el gobierno de Camboya firmaron un acuerdo de estudio conjunto (JSA) en 2006. Bajo JSA, se esperaba que COPCL perforara cinco pozos de exploración costa afuera en Camboya en 2006 y cinco pozos adicionales en 2007. El bloque A, que cubre un área de 6,278 kilómetros cuadrados (km²) de la cuenca Khmer en el Golfo de Tailandia, era propiedad de COPCL (55%), Moeco Cambodia Ltd. (una empresa afiliada de la empresa japonesa Mitsui Oil exploration Co.) (30%), y GS Caltex Corp. de Corea del Sur (15%).
En septiembre de 2006, French Total SA (TOT) y una empresa petrolera china no identificada compitieron por los derechos para explorar las reservas de petróleo y gas potencialmente ricas en el Bloque B, que cubre un área de 6,557 km² frente a la costa sureste de Camboya. Según un informe de Cambodia Daily, los funcionarios de la Compañía Nacional China de Petróleo Offshore (CNOOC) se reunieron con el Primer Ministro de Camboya en julio de 2006 y expresaron su interés en el Bloque B. Según un funcionario del departamento de exploración petrolera de la Autoridad Nacional del Petróleo de Camboya, TOT estaba interesado en el campo offshore, pero las negociaciones fueron lentas.
La exploración de petróleo y gas en tierra comenzó en enero de 2012 por una empresa japonesa (JOGMEC) en la provincia de Preah Vihear como parte del "Acuerdo básico para el programa de estudio y encuesta en el Bloque 17".  El bloque 17 consiste de un área total de 6,500 kilómetros cuadrados de bosque montañoso en las provincias de Kampong Thom, Preah Vihear y Siem Reap.